# Campionati italiani juniores di atletica leggera 2018
I LXI Campionati italiani juniores di atletica leggera 2018 si sono svolti dall'1 al 3 giugno ad Agropoli, in Campania.
La fase di cross è stata disputata il 10 e 11 marzo 2018 a Gubbio alla Festa del Cross 2018, ed ha visto vincitori Nadia Battocletti e Pietro Arese.
I Campionati italiani individuali di prove multiple juniores sono stati organizzati a Torino il 19 e il 20 maggio dello stesso anno.

## Minimi di qualificazione
| Specialità                      | Uomini                                                               | Donne                                                                    |
| ------------------------------- | -------------------------------------------------------------------- | ------------------------------------------------------------------------ |
| 100 metri piani                 | 11"09                                                                | 12"54                                                                    |
| 200 metri piani                 | 22"50                                                                | 25"80                                                                    |
| 400 metri piani                 | 50"14                                                                | 59"20                                                                    |
| 800 metri piani                 | 1'56"50                                                              | 2'21"00                                                                  |
| 1500 metri piani                | 4'02"00                                                              | 4'53"00                                                                  |
| 3000 metri piani                | -                                                                    | -                                                                        |
| 5000 metri piani                | 15'52"00; 8'57"00 (3000m); 9'35"00 (3000st); 33'20"00 (10.000m/10km) | 19'25"00; 11'00"00 (3000m); 39'30"00 (10000m/10km); 12'15"00 (3000st)    |
| 10000 metri piani               | –                                                                    | –                                                                        |
| 100 metri ostacoli              | –                                                                    | 15"94                                                                    |
| 110 metri ostacoli (1,00/1,06m) | 15"70/16"10                                                          | –                                                                        |
| 400 metri ostacoli              | 57"14                                                                | 1'08"14                                                                  |
| 3000 metri siepi                | 9'58"00                                                              | 12'50"00                                                                 |
| Salto in alto                   | 1,92 m                                                               | 1,60 m                                                                   |
| Salto con l'asta                | 4,05 m                                                               | 3,00 m                                                                   |
| Salto in lungo                  | 6,70 m                                                               | 5,35 m                                                                   |
| Salto triplo                    | 13,60 m                                                              | 11,25 m                                                                  |
| Getto del peso                  | 12,80 m (6 kg); 11,90 m (7,260 kg)                                   | 10,00 m                                                                  |
| Lancio del disco                | 39,70 m (1,75 kg); 37,00 m (2,00 kg)                                 | 32,00 m                                                                  |
| Lancio del martello             | 45,00 m (6 kg); 40,00 m (7,260 kg)                                   | 40,00 m                                                                  |
| Lancio del giavellotto          | 48,50 m                                                              | 33,50 m                                                                  |
| Decathlon                       | 4 800 p.; 4 000 p. (Eptathlon indoor)                                | –                                                                        |
| Eptathlon                       | –                                                                    | 3 500 p.; 2 800 p. (Pentathlon indoor)                                   |
| Marcia 10000 m                  | 52'00"00 (Pista-strada); 25'00"00 (5 km/5000 m); 1h53'00" (20 km)    | 59'00"00 (Pista-strada); 28'40"00 (5000 m); - (3000 m); 2h00'00" (20 km) |
| Staffetta 4×100 metri           | senza minimo                                                         | senza minimo                                                             |
| Staffetta 4x400 metri           | senza minimo                                                         | senza minimo                                                             |

Minimi di qualificazione per la corsa campestre
Criteri di partecipazione non sono noti.

## Risultati

### Corsa Campestre, 10-11 marzo a Gubbio
| Specialità | Oro                                                            | Prestazione | Argento                                      | Prestazione | Bronzo                                        | Prestazione |
| Cross 6 km | Nadia Battocletti G.S. Fiamme Azzurre Atl. Valli di Non e Sole | 22'35"      | Beatrice Mallozzi A.S.D. Area LBM Sport Team | 23'23"      | Costanza Arpinelli A.S.D. Area LBM Sport Team | 23'27"      |
| Juniores   |                                                                |             |                                              |             |                                               |             |
| Cross 8 km | Pietro Arese S.A.F. Atletica Piemonte A.S.D.                   | 27'03"      | Giovanni Gatto U.S. Quercia Trentingrana     | 27'06"      | Luca Alfieri PBM Bovisio Masciago             | 27'18"      |

### Uomini
| Specialità                                                                              | Oro                                                                                             | Prestazione        | Argento | Prestazione        | Bronzo                                                                                                | Prestazione        |
| Corse                                                                                   |                                                                                                 |                    | |                    | |                    |
| 100 m                                                                                   | Lorenzo Patta SS Atl Oristano                                                                   | 10"37 (+2,3 m/s)   | Lorenzo Paissan Lagarina Crus Team                                                                               | 10"40              | Samuele Ceccarelli ASD Atletica Alta Toscana                                                          | 10"65              |
| 200 m                                                                                   | Lorenzo Patta SS Atl Oristano                                                                   | 21"11 (+1,6 m/s)   | Lorenzo Ianes Atletica Trento                                                                                    | 21"14              | Francesco Libera Atletica Valli di Non e Sole                                                         | 21"35              |
| 400 m                                                                                   | Edoardo Scotti CUS Parma                                                                        | 47"17              | Klaudio Gjetja Pro Sesto Atl.                                                                                    | 47"78              | Riccardo Filippini A.S.D. Atl. Fossano '75                                                            | 48"87              |
| 800 m                                                                                   | Simone Barontini S.E.F. Stamura Ancona A.S.D.                                                   | 1'48"14            | Abdelhakim Elliasmine Atl. Bergamo 1959 Oriocenter Equiparato                                                    | 1'50"87            | Andrea Grandis Atl. Susa Adriano Aschieris                                                            | 1'51"35            |
| 1500 m                                                                                  | Pietro Arese S.A.F. Atletica Piemonte A.S.D.                                                    | 3'53"18            | Abdelhakim Elliasmine Atl. Bergamo 1959 Oriocenter Equiparato                                                    | 3'53"69            | Daniele Nicolò Atletica Canavesana                                                                    | 3'54"12            |
| 3000 m                                                                                  | -                                                                                               | -                  | - | -                  | - | -                  |
| 5000 m                                                                                  | Nesim Amsellek Atl. Chiari 1964 Lib.                                                            | 14'57"44           | Ayoub Idam Cosenza K42 Equiparato                                                                                | 14'58"22           | Vincenzo Grieco Barile Flower F.R. Terlizzi ASD                                                       | 15'10"26           |
| Marcia 10 000 m                                                                         | Riccardo Orsoni C.U.S. PARMA                                                                    | 43'59"30           | Nicolas Fanelli Atletica Amatori Cisternino                                                                      | 44'09"40 >         | Diego Chirivì C.U.S. Torino                                                                           | 44'35"94 >~        |
| Corse a ostacoli                                                                        |                                                                                                 |                    | |                    | |                    |
| 110 m hs                                                                                | Mattia Montini Atl. Lecco-Colombo Costruz.                                                      | 13"53 (+2,1 m/s)   | Mattia Di Panfilo ASD Atletica Futura Roma                                                                       | 13"98              | Chituru Ali Unione Sportiva Albatese ASD                                                              | 13"99              |
| 400 m hs                                                                                | Samuele Licata A.S. Dil. Milone                                                                 | 52"07              | Leonardo Puca ASD Atletica L'Aquila                                                                              | 52"27              | Alessandro Sibilio Atletica Riccardi Milano 1946                                                      | 52"90              |
| 3000 m siepi (H 91)                                                                     | Pietro Arese S.A.F. Atletica Piemonte A.S.D.                                                    | 9'09"10            | Antonio Catallo U.S. Foggia Atl. Leggera                                                                         | 9'09"35            | Giovanni Gatto U.S. Quercia Trentingrana                                                              | 9'16"43            |
| Staffette                                                                               |                                                                                                 |                    | |                    | |                    |
| Staffetta 4×100 m                                                                       | Pro Sesto Atl. Matteo Rivolta Klaudio Gjetja Stefano Tanzilli Mattia Donola                     | 42"15              | Pro Patria A.R.C. Busto A. Thomas Milani Matteo Colombo Claudio Rucaj Gianluca Denti                             | 42"25              | Atletica Firenze Marathon S.S. Luca Miletti Dario Cavini Massimiliano Meriggi Min Hewadewage Fernando | 42"74              |
| Staffetta 4×400 m                                                                       | Atletica Riccardi Milano 1946 Lorenzo Celiento Alessandro Sibilio Simone Di Nunno Andrea Romani | 3'14"37            | Atletica Studentesca Rieti Andrea Milardi Vincenzo Fedele Matteo Frattucci Riccardo Filippini Nicolò Mastroianni | 3'15"77            | CUS Parma Alessandro Battilana Simone Arena David Palladini Edoardo Scotti                            | 3'16"85            |
| Salti                                                                                   |                                                                                                 |                    | |                    | |                    |
| Salto in alto                                                                           | Manuel Lando Atl. Vicentina                                                                     | 2,12 m             | Giacomo Belli Atl Libertas Runners Livorno                                                                       | 2,09 m             | Andrea Motta Atl. Bergamo 1959 Oriocenter                                                             | 2,09 m             |
| Salto con l'asta                                                                        | Andrea Marin Atl. Vicentina                                                                     | 5,26 m             | Matteo Madrassi Atletica Malignani Libertas UD                                                                   | 4,90 m             | Paolo Calabrò Fiamme Gialle G. Simoni                                                                 | 4,90 m             |
| Salto in lungo                                                                          | Lorenzo Mantenuto ASD Atletica Gran Sasso Teramo                                                | 7,47 m (+1,3 m/s)  | Davide Rossi Atletica Malignani Libertas UD                                                                      | 7,44 m (+4,0 m/s)  | Alessandro Marasco Ideatletica Aurora                                                                 | 7,42 m (+1,7 m/s)  |
| Salto triplo                                                                            | Simone Biasutti Trieste Atletica                                                                | 15,74 m (+2,3 m/s) | Andrea D'Amore Atletica Virtus Castenedolo                                                                       | 14,99 m (+2,1 m/s) | Fabio Pagan GA Aristide Coin Venezia 1949                                                             | 14,77 m (+1,4 m/s) |
| Lanci                                                                                   |                                                                                                 |                    | |                    | |                    |
| Getto del peso                                                                          | Alessandro Pace Fiamme Gialle G. Simoni                                                         | 18,25 m            | Catalin Bodean Atl. Vicentina Equiparato                                                                         | 16,07 m            | Andrea Nabacino Lagarina Crus Team                                                                    | 15,59 m            |
| Lancio del disco                                                                        | Calogero Marco Volo C.U.S. PARMA                                                                | 51,87 m            | Alessandro Pace Fiamme Gialle G. Simoni                                                                          | 50,54 m            | Danilo D'Alessandro A.S.D. C.U.S. Palermo                                                             | 46,03 m            |
| Lancio del martello                                                                     | Giorgio Olivieri Team Atletica Marche                                                           | 71,80 m            | Nicolas Brighenti Cremona Sportiva Atletica Arvedi                                                               | 64,31 m            | Andrea Proietti Atletica Studentesca Rieti Andrea Milardi                                             | 63,74 m            |
| Lancio del giavellotto                                                                  | Alessio Di Blasio Trieste Atletica                                                              | 62,17 m            | Kumar Ankit C.U.S. PARMA Equiparato                                                                              | 54,99 m            | Francesco Bertozzi Libertas Atletica Forlì                                                            | 54,73 m            |
| record dei campionati; record nazionale; record personale; record personale stagionale. |                                                                                                 |                    | |                    | |                    |

### Donne
| Specialità                                                                              | Oro                                                                                 | Prestazione        | Argento                                                                                      | Prestazione        | Bronzo                                                                                              | Prestazione        |
| Corse                                                                                   |                                                                                     |                    |                                                                                              |                    | |                    |
| 100 m                                                                                   | Margherita Zuecco Atl. Vicentina                                                    | 11"56 (+1,4 m/s)   | Moillet Kouakou Atl. Vicentina                                                               | 11"63              | Alessia Carpinteri A.S.D. C.U.S. Catania                                                            | 11"68              |
| 200 m                                                                                   | Moillet Kouakou Atl. Vicentina                                                      | 23"87 (+1,0 m/s)   | Aurora Berton Libertas Friûl Palmanova                                                       | 23"96              | Alessia Carpinteri A.S.D. C.U.S. Catania                                                            | 24"12              |
| 400 m                                                                                   | Elisabetta Vandi Atl. AVIS Macerata                                                 | 54"83              | Camilla Pitzalis CUS Cagliari                                                                | 55"18              | Alessandra Bonora Atl. Rodengo Saiano Mico                                                          | 55"80              |
| 800 m                                                                                   | Gaia Sabbatini ASD Atletica Gran Sasso Teramo                                       | 2'08"70            | Federica Cortesi Atletica Valle Brembana                                                     | 2'10"27            | Faith Nyadzuwa Gambo N. Atl. Fanfulla Lodigiana                                                     | 2'11"61            |
| 1500 m                                                                                  | Gaia Sabbatini ASD Atletica Gran Sasso Teramo                                       | 4'22"12            | Elisa Palmero ASDP Atletica Pinerolo                                                         | 4'26"58            | Federica Cortesi Atletica Valle Brembana                                                            | 4'30"08            |
| 3000 m                                                                                  | -                                                                                   | -                  | -                                                                                            | -                  | -                                                                                                   | -                  |
| 5000 m                                                                                  | Nadia Battocletti G.S. Fiamme Azzurre Atletica Valli di Non e Sole                  | 16'37"76           | Michela Cesarò CUS Torino                                                                    | 16'42"13           | Angela Mattevi Atletica Valle di Cembra                                                             | 17'20"76           |
| Marcia 10 000 m                                                                         | Andrada Lavinia Lacatus P.B.M. Bovisio Masciago Equiparata                          | 49'48"43           | Camilla Crivellaro Cus Pro Patria Milano                                                     | 51'55"61           | Anthea Mirabello Fiamme Gialle G. Simoni                                                            | 52'46"99 >         |
| Corse a ostacoli                                                                        |                                                                                     |                    |                                                                                              |                    | |                    |
| 100 m hs                                                                                | Desola Oki G.S. Fiamme Oro Padova CUS Parma                                         | 13"64 (+3,0 m/s)   | Valentina Bianchi Atletica Lugo                                                              | 13"82              | Giulia Marin A.S.D. Team Treviso                                                                    | 14"21              |
| 400 m hs                                                                                | Anna Polinari Fondazione M. Bentegodi                                               | 1'00"37            | Valeria Paccagnella Bracco Atletica                                                          | 1'00"69            | Alice Boasso A.S.D. Atl. Fossano '75                                                                | 1'01"24            |
| 3000 m siepi                                                                            | Ludovica Cavalli S.S. Trionfo Ligure                                                | 10'28"50           | Linda Palumbo Atletica Clarina Trentino                                                      | 10'42"00           | Arianna D'Alberto ANA Atletica Feltre                                                               | 11'08"62           |
| Staffette                                                                               |                                                                                     |                    |                                                                                              |                    | |                    |
| Staffetta 4×100 m                                                                       | Atl. Vicentina Francesca Todescato Moillet Kouakou Alice Muraro Giulia Rozzi        | 47"89              | Atletica Vis Nova Giussano Alice Galimberti Lucrezia Citterio Beatrice Citterio Sara Limonta | 48"25              | A.S. La Fratellanza 1874 Alessia Aleotti Anna Cavalieri Bianca Mantovani Alessia Conciliano         | 48"43              |
| Staffetta 4×400 m                                                                       | Bracco Atletica Francesca Aquilino Laura Pellicoro Valeria Paccagnella Letizia Tiso | 3'48"70            | Atl. AVIS Macerata Micol Zazzarini Samira Amadel Letizia Lare Lantone Elisabetta Vandi       | 3'48"75            | Atletica Malignani Libertas UD Margherita Urti Beatrice Dijust Chiara Crognaletti Sara Di Benedetti | 3'53"41            |
| Salti                                                                                   |                                                                                     |                    |                                                                                              |                    | |                    |
| Salto in alto                                                                           | Rebecca Pavan GA Aristide Coin Venezia 1949                                         | 1,80 m             | Bianca Garibaldi Devoto Cus Pro Patria Milano                                                | 1,78 m             | Nicole Romani A.S. La Fratellanza 1874                                                              | 1,76 m             |
| Salto con l'asta                                                                        | Maria Roberta Gherca ASD Atletica Velletri                                          | 4,10 m             | Monica Aldrighetti Bracco Atletica                                                           | 3,90 m             | Laura Pirovano Pro Sesto Atl.                                                                       | 3,80 m             |
| Salto in lungo                                                                          | Veronica Crida Atl. Brescia 1950                                                    | 6,33 m (+0,3 m/s)  | Veronica Zanon Assindustria Sport Padova                                                     | 6,09 m (+1,6 m/s)  | Marta Giaele Giovannini Atletica Livorno                                                            | 5,96 m (+0,4 m/s)  |
| Salto triplo                                                                            | Camilla Vigato GA Aristide Coin Venezia 1949                                        | 13,10 m (+0,2 m/s) | Veronica Zanon Assindustria Sport Padova                                                     | 13,09 m (+0,7 m/s) | Alice Rodiani Atl. Brescia 1950                                                                     | 12,67 m (+1,5 m/s) |
| Lanci                                                                                   |                                                                                     |                    |                                                                                              |                    | |                    |
| Getto del peso                                                                          | Ludovica Montanaro ASD Atletica Gran Sasso Teramo                                   | 13,37 m            | Chiara Salvagnoni Atletica Firenze Marathon S.S.                                             | 13,33 m            | Irene Rinaldi A. Atl. Fabriano                                                                      | 12,50 m            |
| Lancio del disco                                                                        | Diletta Fortuna Atl. Vicentina                                                      | 47,36 m            | Ludovica Montanaro ASD Atletica Gran Sasso Teramo                                            | 43,67 m            | Gaia Ramatoulaye N'Diaye Cus Pro Patria Milano                                                      | 43,66 m            |
| Lancio del martello                                                                     | Sara Zuccaro A. Atl. Fabriano                                                       | 55,50 m            | Isabella Martinis Atletica Malignani Libertas UD                                             | 54,04 m            | Ilaria De Paolis Fiamme Gialle G. Simoni                                                            | 50,75 m            |
| Lancio del giavellotto                                                                  | Carolina Visca GA Fiamme Gialle                                                     | 56,25 m            | Federica Botter Atl Brugnera PN Friulintagli                                                 | 53,79 m            | Anna Busetto G.S. Self Atl. Montanari Gruzza                                                        | 44,18 m            |
| record dei campionati; record nazionale; record personale; record personale stagionale. |                                                                                     |                    |                                                                                              |                    | |                    |

### Prove multiple, 19-20 maggio a Torino
| Specialità                                                                              | Oro                                    | Prestazione | Argento                                       | Prestazione | Bronzo                            | Prestazione |
| Decathlon (uomini)                                                                      | Andrea Cerrato A.S.D. Atl. Fossano '75 | 7 052 p.    | Dario Dester Cremona Sportiva Atletica Arvedi | 7 037 p.    | Riccardo Miglietta Atl. Vicentina | 6 819 p.    |
| Eptathlon (donne)                                                                       | Alice Boasso A.S.D. Atl. Fossano '75   | 5 103 p.    | Sofia Montagna Atletica Vigevano              | 4 963 p.    | Gloria Gollin Atl. Vicentina      | 4 769 p.    |
| record dei campionati; record nazionale; record personale; record personale stagionale. |                                        |             |                                               |             |                                   |             |